# Haïm Lensky
 (mai 2020).
Pour les articles homonymes, voir Lenski.
Haïm Lensky (aussi Hayyim Lenski), né en 1905 à Slonim dans l'Empire russe (actuellement en Biélorussie) et mort probablement en 1942 ou 1943 dans un camp de travail en Sibérie, est un poète et traducteur juif russe de langue hébraïque.  

## Biographie
Les parents de Haïm Lensky divorcent quand il est enfant, et bien que né à Slonim, il est élevé par son grand-père paternel dans un village voisin. Pendant sa jeunesse, il est un lecteur avide de la littérature hébraïque, yiddish, russe et allemande. Lensky écrit son premier poème, en prose rimée, sur la chute du tsar en 1917 à l'âge de 12 ans. À 16 ans, il s'installe à Riga et s'inscrit à un séminaire de formation des enseignants. Avec un ami, il publie en 1922 Leket (Anthologie) qui inclut son premier recueil de poèmes. 
En 1923, Lensky quitte le séminaire et rejoint son père à Bakou. À la suite d'une mésentente, il le quitte et s'installe en 1925 à Léningrad, où il travaille en usine. Il devient rapidement une figure centrale parmi les écrivains en hébreu locaux. Il se marie en 1929 et la même année nait sa seule et unique fille. En 1932, il commence à correspondre avec Haïm Nahman Bialik, qui l'encourage à continuer à écrire et qui s'arrange pour que ses poèmes ainsi que ceux d'autres poètes soviétiques de langue hébreu paraissent dans des journaux et des suppléments littéraires en Palestine.  
En 1934, Lensky est arrêté, jugé et condamné à cinq ans de prison en camp de travail pour le crime d'avoir écrit en hébreu . Il continue à écrire pendant sa détention au camp de travail en Sibérie et grâce à des amis, il réussit à recevoir des livres lui permettant de lire des poètes tels que Afanassi Fet ou Fiodor Tiouttchev. Après sa libération en 1939, il vit alternativement entre Moscou et Leningrad. La même année une anthologie de ses poèmes Shire Ḥayim Lenski parait en Palestine. Ses dernières années sont marquées par des épreuves.  Sa famille se désagrège et il doit se battre pour gagner sa vie. Il redécouvre aussi la religion et devient pratiquant. On perd sa trace en 1942, alors qu'il se trouve dans un camp à Kansk en Sibérie, où apparemment il serait mort.   
Ses poèmes et traductions sont petit à petit sortis clandestinement d'Union soviétique vers la Palestine où ils seront publiés en une série de livres à titre posthume. Certains de ses poèmes ont été par la suite traduits en russe et en biélorusse.